# Sabana Iglesia
Sabana Iglesia es un municipio de la República Dominicana, que está situado en la provincia de Santiago.

## Localización
El municipio está ubicado en una zona rodeada de montañas urbanas y sub urbanas de la Cordillera Central, al sur de la ciudad de Santiago de los Caballeros. 

## Límites
Municipios limítrofes:
|               | Norte: Santiago de los Caballeros |                      |
| Oeste: Jánico |                                   | Este: Puñal y Baitoa |
|               | Sur: Jánico y La Vega             |                      |

## Distritos municipales
Está formado por el distrito municipal de:
| Nombre         | Código   |
| -------------- | -------- |
| Sabana Iglesia | 01250901 |

## Historia
Era una sección rural del municipio de Santiago de los Caballeros y fue convertida en distrito municipal en noviembre de 1987. El 18 de mayo del año 2007 este distrito municipal fue elevado a municipio con el número serial 148

## Demografía
En 2010 su población era de 13348 habitantes (50% en poblaciones urbanas y 50% en la zona rural) con una densidad de población de 229 hab/km².

## Economía
Este municipio aprovecha el alto valor escénico de la presa  Bao y el contra embalse López Angostura para deportes acuáticos y la pesca, que también es una actividad productiva.

## Educación
En el aspecto educativo, Sabana Iglesia cuenta con dos escuelas iniciales, doce escuelas primarias, tres liceos, dos TV centros, y un politécnico ubicados en diversos sectores en los 58 km del municipio.
Escuela Inial de La Generosa Ferreira
Escuela Inicial CTC
Escuela primaria La Zanja
Escuela primaria Rancho Abajo
Escuela primaria La Barranca
Escuela Primaria Palo Amarillo 
Escuela Primaria Boca de Bao
Escuela Primaria los Ranchos Arriba
Escuela Primaria Zalaya
Escuela Primaria Barrio Las Piedras
Escuela Primaria boca del corral
Escuela Primaria Generosa Ferreira
Escuela Primaria Hoyo del Cercado
TV Centro La Barranca
Liceo La Zanja
Liceo PREPARA
Liceo Onofre Grullon 
Politécnico Don Juan Hernadez

## Medios de comunicación
En los últimos diez años se ha desarrollado un gran crecimiento en los medios de comunicación. El municipio cuenta con dos canales de televisión (Sabana TV canal 8 y Teleprogreso TV canal 3), así como también las emisoras Mayimba FM 89.5,  Monte de Sion FM 88.3 y Sabana Iglesia FM 93.3.